# Joseph Oudeman
Joseph John Oudeman OFMCap ur. 2 marca 1942 w Bredzie) – australijski duchowny rzymskokatolicki pochodzenia holenderskiego, kapucyn, biskup pomocniczy Brisbane w latach 2003-2017. 

## Życiorys
Urodził się w Bredzie. W połowie lat 50. wyemigrował z rodziną do Australii i podjął naukę w Melbourne. Wstąpił do nowicjatu kapucynów w tymże mieście i 7 grudnia 1962 złożył pierwsze śluby zakonne, zaś 27 stycznia 1966 śluby wieczyste. 29 czerwca 1966 otrzymał święcenia kapłańskie, których udzielił mu Patrick Lyons, ówczesny ordynariusz diecezji Sale. Pracował m.in. jako mistrz postulatu i nowicjatu, prowincjał, a także jako duszpasterz Holendrów przebywających w Australii.
30 listopada 2002 papież Jan Paweł II mianował go biskupem pomocniczym Brisbane ze stolicą tytularną Respecta. Sakry udzielił mu 11 lutego 2003 w miejscowej katedrze John Bathersby, ówczesny arcybiskup metropolita Brisbane.
28 marca 2017 przeszedł na emeryturę.